# 李昇祐
李 昇祐（イ・スンウ、1998年1月6日 - ）は、大韓民国・水原市出身のサッカー選手。Kリーグ1・全北現代モータース所属。韓国代表。ポジションはFW、MF。

## 経歴
韓国の水原市出身で仁川ユナイテッドFCのユースからFCバルセロナのユース (ラ・マシア) に移籍。2011-12年シーズンではユースのリーグ戦得点王に輝き、その後はユースの最上位にあたるフベニールAまで昇格を果たした。因みに当時のラ・マシアには久保建英、アンドレ・オナナ、ウィルフリッド・カプトゥーム、イアン・ポベダ、ボビー・アデカニェ、マティアス・ラカバなどが在籍していた。ただし、2014年にFCバルセロナ側に未成年者の移籍に関するFIFA条項違反があったため、18歳になる2016年1月まで公式戦に出場することができなかった。
2016年3月13日、当時FCバルセロナBが所属していた3部リーグのUEリェイダ戦に後半32分から途中出場し、デビューを飾ったもの、デビュー以降の15-16年シーズン、および16-17年シーズンではバルサBでの出場、およびベンチ入りはなく、FCバルセロナ U-19でUEFAユースリーグに出場していた。

### ヘラス・ヴェローナ
2017年6月、スペインのスポーツ紙ムンド・デポルティーボにFCバルセロナ側はイ・スンウをバルセロナBへ昇格させるつもりがないという記事が掲載された後、8月末に150万ユーロの移籍金でイタリアのセリエAに昇格が決まったばかりのエラス・ヴェローナFCに完全移籍することが発表された。
2018年5月6日、ACミラン戦でプロ初ゴールを記録した。
2018-19シーズンは27試合に出場し、1ゴール2アシストを記録した。ヘラス・ヴェローナは昇格プレーオフを勝ち抜いてセリエAに昇格したが、来シーズンのプランからは除外された。

### シント＝トロイデンVV
2019年8月30日、シント＝トロイデンVV（STVV）に完全移籍することが発表された。
2021年2月1日、シーズン終了までの期限付き移籍でポルティモネンセSCに加入した。この契約には買取オプションも付帯していたが、行使されることなくシーズン終了後にSTVVに復帰となった。2021年11月23日、STVVとの契約を解消し、退団したことが発表された。

### 水原FC
2022年に母国であるKリーグ1の水原FCに入団し、シーズン14ゴールを挙げて復活を印象付けた。
2023年8月、月間MVPに選出された。

### 全北現代モータース
2024年7月24日、全北現代モータースと4年半の契約を結んだ。

### 代表
2014年に世代別の代表に選出され、AFC U-16選手権に出場。準々決勝では日本と対戦し、2得点を決めて準決勝進出に貢献した。アジアの予選を勝ち抜いてFIFA U-17ワールドカップに出場し、ブラジルを撃破するなど存在感を見せた。
2018年ロシアワールドカップではチーム最年少で選出され、2試合に出場した。2018年アジア大会に出場し、4得点の活躍で優勝に貢献し、大韓民国国軍の兵役免除の恩典を受け、FOXスポーツアジアによるベストイレブンにも選出された。
2024年10月、2026年ワールドカップ予選の韓国代表に選ばれ、5年4ヶ月ぶりに代表に復帰した。

## 所属クラブ
ユース経歴
- 2011年  仁川ユナイテッドFC U-15
- 2011年 - 2017年  FCバルセロナ・フベニル

プロ経歴
- 2017年 - 2019年  エラス・ヴェローナFC
- 2019年 - 2021年  シント＝トロイデンVV
- 2021年  ポルティモネンセSC
- 2022年 - 2024年  水原FC
- 2024年 -  全北現代モータース

## 代表歴

### 出場大会
- U-16韓国代表
  - AFC U-16選手権（2014年）
- U-17韓国代表
  - FIFA U-17ワールドカップ（2015年）
- U-19韓国代表
  - AFC U-19選手権（2016年）
- U-20韓国代表
  - FIFA U-20ワールドカップ（2017年）
- U-23韓国代表
  - アジア競技大会（2018年）
- 韓国代表
  - 2018年 - 2018 FIFAワールドカップ（グループリーグ敗退）
  - 2019年 - AFCアジアカップ2019（ベスト8）

### 試合数
- 国際Aマッチ 12試合 0得点（2018年-）[15]

| 韓国代表 | 国際Aマッチ | 国際Aマッチ |
| 年       | 出場        | 得点        |
| -------- | ----------- | ----------- |
| 2018     | 7           | 0           |
| 2019     | 4           | 0           |
| 2020     | 0           | 0           |
| 2021     | 0           | 0           |
| 2022     | 0           | 0           |
| 2023     | 0           | 0           |
| 2024     | 1           | 0           |
| 通算     | 12          | 0           |